# Domleschg (Szwajcaria)
Domleschg (rm. Tumleastga) – miejscowość i gmina w Szwajcarii, w kantonie Gryzonia, w regionie Viamala. Powstała 1 stycznia 2015 z połączenia gmin Almens, Paspels, Pratval, Rodels i Tomils.

## Demografia
W Domleschg mieszka 2200 osób. W 2020 roku 6,2% populacji gminy stanowiły osoby urodzone poza Szwajcarią. 

## Transport
Przez teren gminy przebiega autostrada A13. 